# Великі Антильські острови

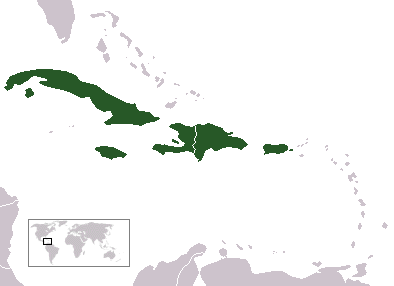
Карибський басейн і Великі Антильські острови

Великі Анти́льські острови — острови в Карибському морі, які разом з Багамськими островами та Малими Антильськими островами відомі як острови Вест-Індії. До групи Великих Антильських островів входять Куба, Ямайка, Гаїті,  та Пуерто-Рико. На відміну від Малих, Великі Антильські острови мають материкове походження, тоді як Малі Антильські острови в основному вулканічного або коралового походження.
За мовою, близькістю традицій Великі Антильські острови вважаються частиною Латинської Америки.
Великі Антильські острови завжди мали важливе стратегічне значення як ворота до Америки й в часи, коли військово-морська потужність була визначальною в стратегії держави, вони були центром запеклих змагань декількох імперських держав, головним чином Іспанії, Франції, і Великої Британії, які намагались  встановити контроль в регіоні.
Найвищі вершини островів: Сьєрра-Местра (2375 м) і Сьєрра-дель-Кобрі (2119 м) на Кубі та Сині гори (2370 м) на Ямайці.